# 西鐵久留米站

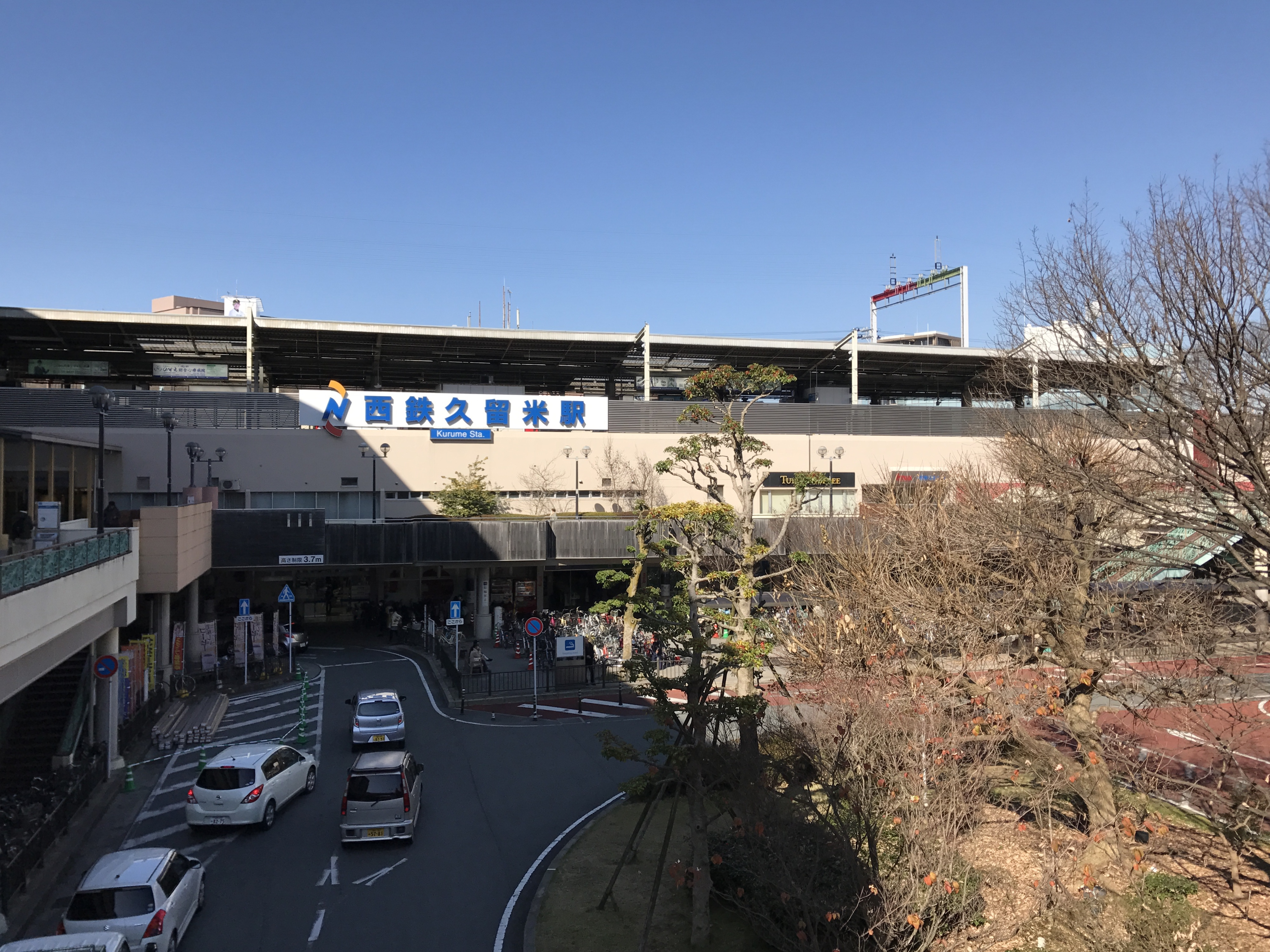
車站大樓（2017年2月3日）

西鐵久留米站（日语：／ Nishitetsu-Kurume eki */?）是位於福岡縣久留米市東町，西日本鐵道（西鐵）的天神大牟田線車站。車站編號為T27。
此站距離九州旅客鐵道（JR九州）久留米站2公里以上。當地包括巴士中心和Emax久留米在內，車站與商業設施會以「西鐵」稱呼此站。這是為了區別JR久留米站。

## 歷史

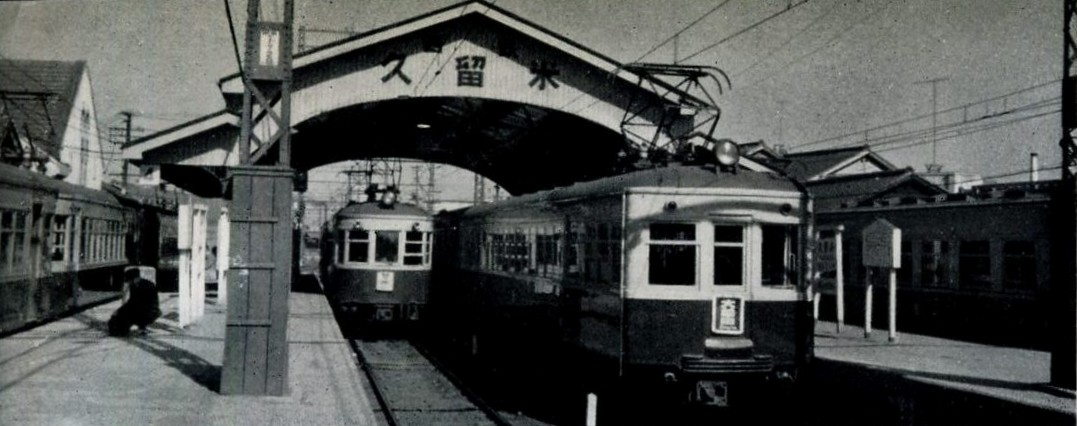
1958年（昭和33年）的西鐵久留米站

- 1924年（大正13年）4月12日 - 九州鐵道 (第2代)（日语：九州鉄道 (2代)）終點車站啟用。
- 1969年（昭和44年）3月1日 - 車站高架化。
- 1987年（昭和62年）10月1日 - 引入自動閘機（日语：自動改札機）。
- 1993年（平成5年）12月16日 - 在2樓大堂至月台之間加扶手電梯。
- 1997年（平成9年）5月24日 - 加設Station Pal（車站資訊牌）。
- 2008年（平成20年）5月18日 - 此站開始可以使用IC卡nimoca。
- 2015年（平成27年）2月 - 液晶式列車資料置開始使用[1]，更新站內廣播系統。
- 2017年（平成29年）2月1日 - 此站引入車站編號[2]。

## 車站構造

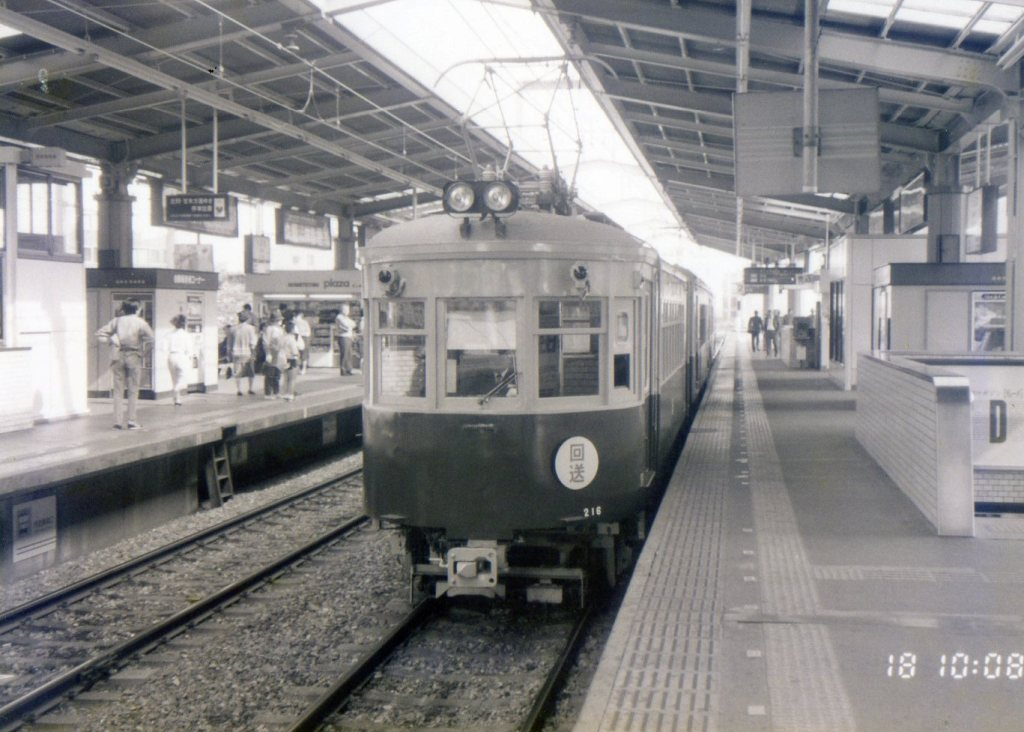
停站中的200形 （1989年（平成元年））

車站是一座高架車站，設有2面4線的島式月台。1樓為巴士總站，2樓為閘口、3樓為月台。在1969年（昭和44年）3月起成為高架車站。
只有少數列車於此站折返。另外，前往津福的急行列車會在此站變成普通列車。
在西鐵福岡（天神）一方加設渡線。

### 月台
| 月台 | 路線          | 上下行 | 方向                           |
| ---- | ------------- | ------ | ------------------------------ |
| 1、2 | ●天神大牟田線 | 下行   | 柳川、大牟田方向               |
| 3、4 | ●天神大牟田線 | 上行   | 甘木、二日市、福岡（天神）方向 |

## 使用狀況
在2019年度，1日平均上下車人次為33,854人。在西鐵車站中，此站為第4多人使用的車站。但是此站的使用人次一直減少。JR久留米站的使用人次有2倍以上。
當初此站是繼西鐵福岡（天神）站後第2多人使用。但是，隨著花畑站升級至特急停車站，使分薄了此站的人次。此外，由於福岡市內的使用者一直增加，使在2012年度起被藥院站追越成為第3位。在2013年度大橋站的使用人次增加，使成為第4位。
以下為各年度1日平均使用人次列表。
| 年度   | 1日平均 乘車人次 | 1日平均 上下車人次 |
| ------ | ---------------- | ------------------ |
| 2007年 | 19,803           | 39,478             |
| 2008年 | 19,402           | 39,051             |
| 2009年 | 18,603           | 37,338             |
| 2010年 | 18,282           | 36,495             |
| 2011年 | 17,918           | 35,747             |
| 2012年 | 17,507           | 34,881             |
| 2013年 | 17,670           | 35,142             |
| 2014年 | 16,869           | 33,475             |
| 2015年 | 16,937           | 33,668             |
| 2016年 | 16,884           | 33,555             |
| 2017年 | 17,035           | 33,859             |
| 2018年 | 17,302           | 34,419             |
| 2019年 |                  | 33,854             |

## 車站周邊

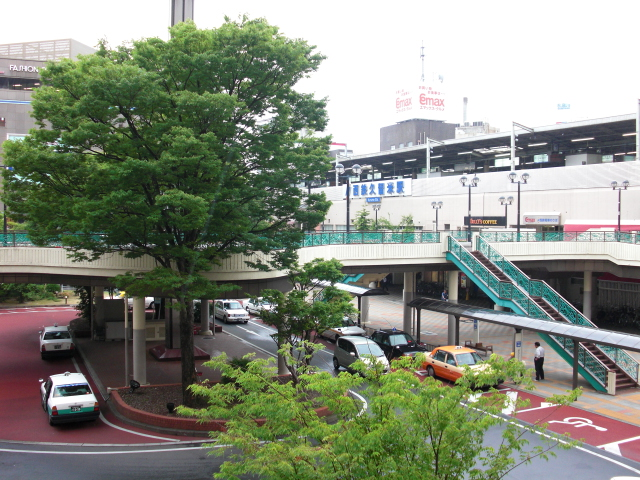
東出口周邊

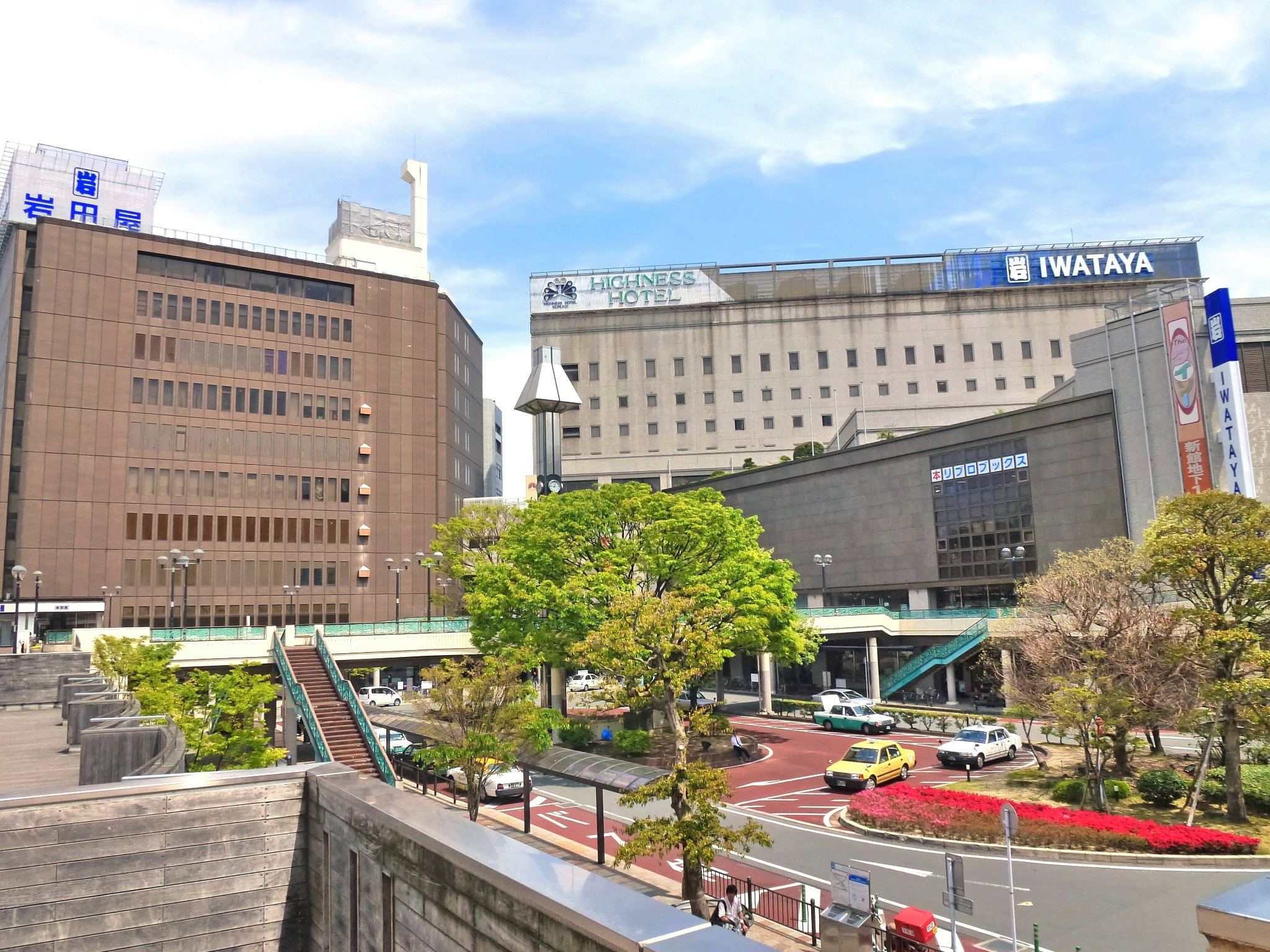
東出口望向東邊。左邊為久留米岩田屋本館、右邊為新館

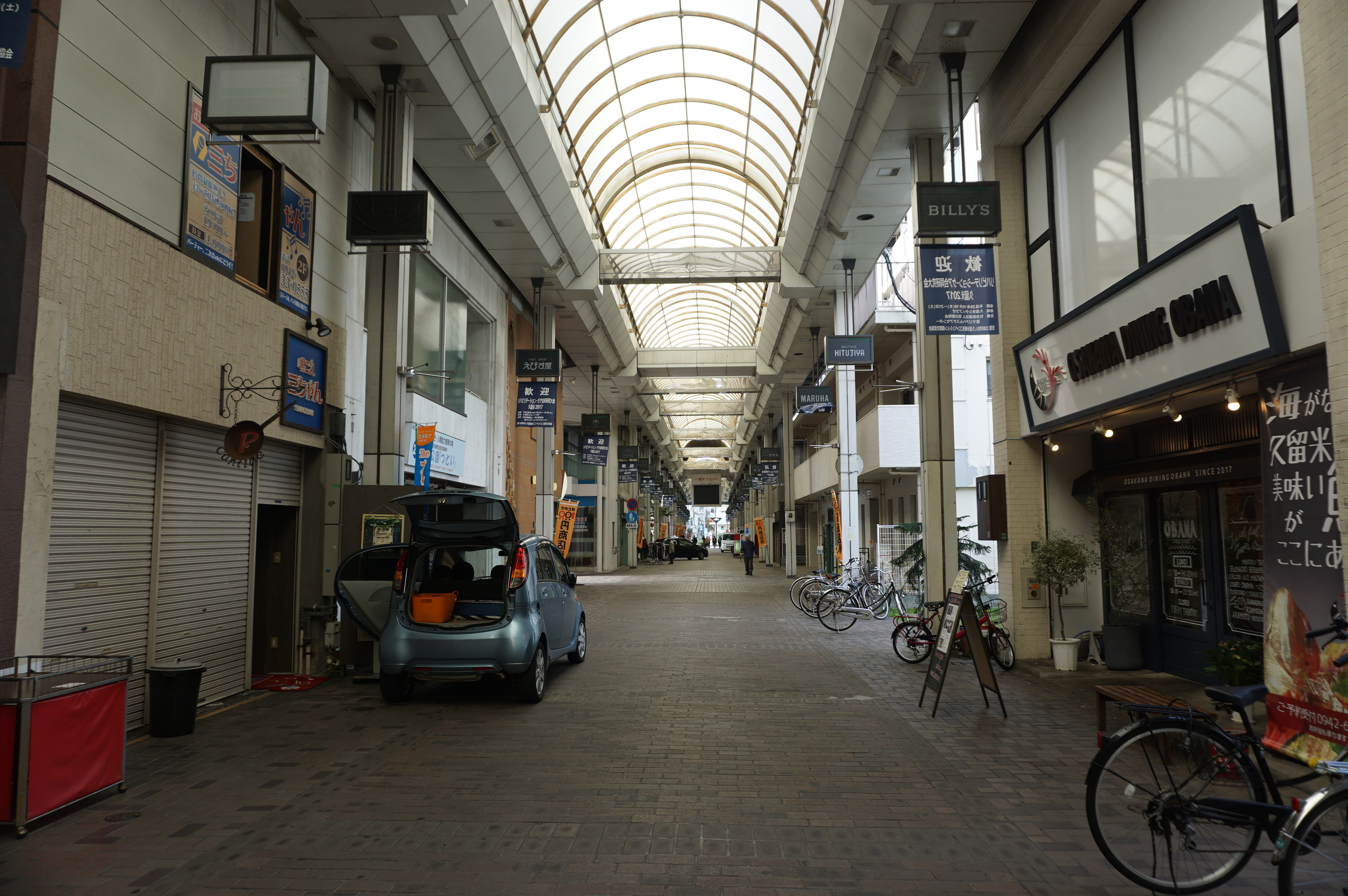
久留米一番街

### 西出口
- Emax久留米（日语：エマックス・クルメ）（車站大廈（日语：駅ビル）） - 連接中央閘口
- 西鐵久留米巴士中心（日语：西鉄久留米バスセンター）
- 久留米警署西鐵久留米站前交番（日语：久留米警察署）
- KURUMERIA六門（日语：くるめりあ六ツ門）
- 明治通（日语：明治通り (久留米市)）
- 一番街
- 地底單車停泊處 - 收費停泊處
- 西鐵的士專用停車場
- 華盛頓酒店
- 久留米酒店 Esprit

### 東出口
東出口設有迴旋路。在下班繁忙時間的接送車輛變得十分繁忙。東出口設有行人天橋，車站直接連接2樓。在東出口區域禁止停泊單車。
- 岩田屋久留米店（日语：岩田屋）
- Libert久留米
- Highness 酒店久留米
- 川島的士營業所
- 全教研（日语：全教研）久留米本部
- 東橫Inn西鐵久留米站東出口
- 石橋文化中心（日语：石橋文化センター）（步行約10分鐘）
- 久留米學園高等學校（日语：久留米学園高等学校）
- 五穀神社（日语：五穀神社）
- 久留米單車館（日语：久留米競輪場）穿梭巴士、京阪神方向高速巴士乘車處
- 久留米市農業協同組合（日语：久留米市農業協同組合）
  - 總店
  - 中央分店
  - 日光日間服務中心
  - 小規模多機能型介護設施De Famille Hikari 24

## 巴士路線

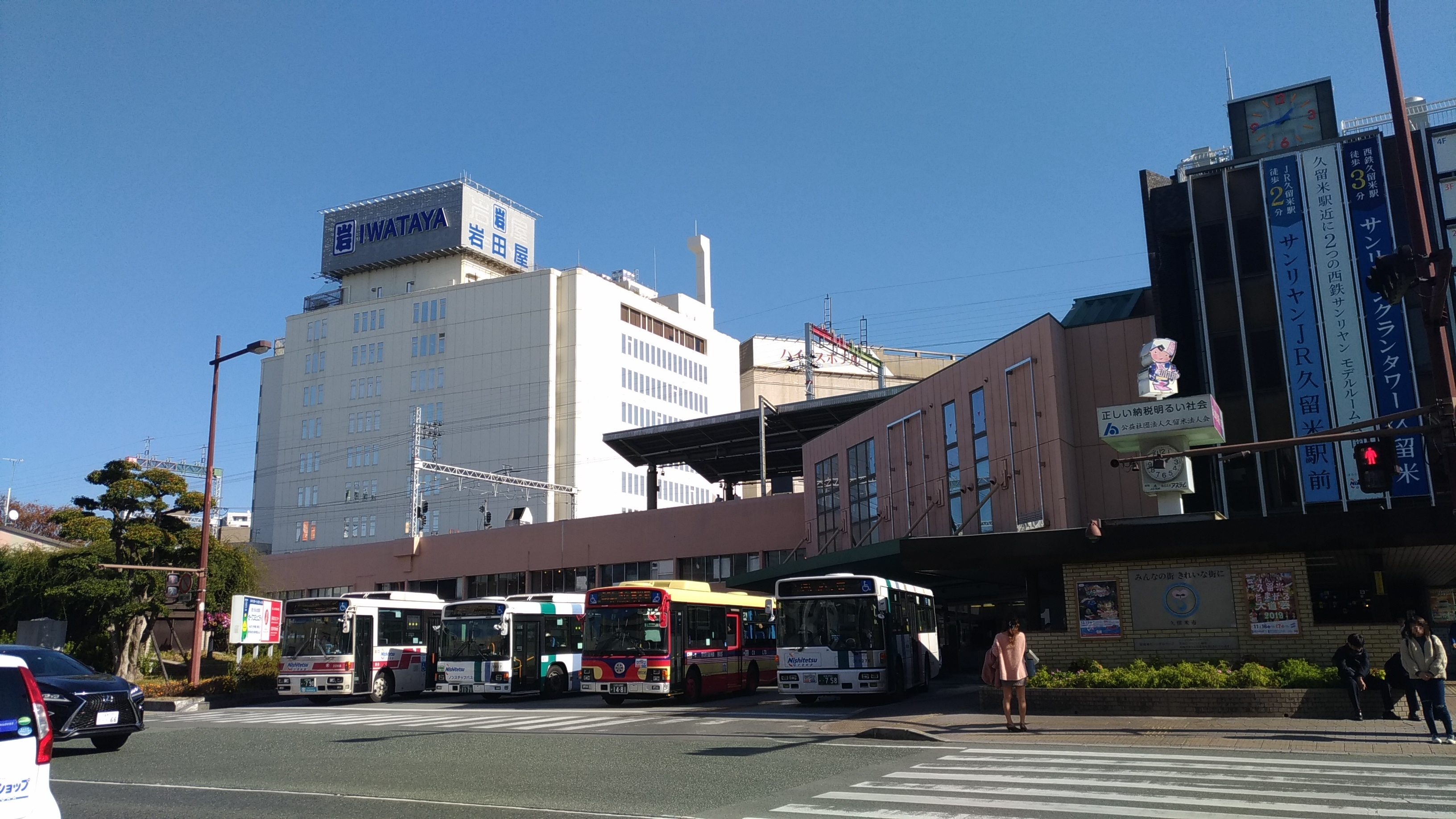
西鐵久留米巴士中心

位於車站一樓有一個八個泊位的西鐵久留米巴士中心。該處設有高速巴士前往福岡機場，以及前往久留米市內與鄰近的八女市、筑後市的一般巴士路線。該處設有一些餐廳等商店。

## 相鄰車站
西日本鐵道
■天神大牟田線
■特急
西鐵二日市（T13）－西鐵久留米（T27）－花畑（T28）
■急行
宮之陣（T25）－西鐵久留米（T27）－花畑（T28）
■普通
櫛原（T26）－西鐵久留米（T27）－花畑（T28）

## 注腳
1. ↑   (PDF). 西日本鉄道.   [2012-09-10]. （原始内容存档 (PDF)于2012-10-21） （日语）.
2. ↑   (PDF). 西日本鐵道. 2017-01-24  [2017年3月20日]. （原始内容存档 (PDF)于2020-07-28） （日语）.
3. 1 2  . 西日本鉄道株式会社.   [2021-01-14]. （原始内容存档于2021-01-29） （日语）.
4. ↑   （页面存档备份，存于）（日語） - 令和元年度版 九州運輸要覧，2020年9月2日參閲
5. ↑  久留米市統計書　令和元年版[]（日語）

## 外部連結
- 西鐵久留米站（西鐵沿線web） （页面存档备份，存于）（日語）